# Polytrichum propinquum
Polytrichum propinquum là một loài rêu trong họ Polytrichaceae. Loài này được R. Br. mô tả khoa học đầu tiên năm 1823.